# Gibó huloc
Els gibons huloc (Hoolock) són un gènere de primat de la família dels gibons (Hylobatidae). Fins a l'any 2005, les dues espècies que conté el gènere sovint eren classificades als gèneres Bunopithecus i Hylobates. Fins al 1983, els hulocs eren categoritzats dins el gènere Hylobates, però es descobrí que tenen un nombre de cromosomes diferent al de les altres espècies (38). Aleshores, se'ls classificà dins el subgènere Bunopithecus, descrit originalment per Matthew i Granger el 1923 per l'espècie fòssil, B. sericus, de Sichuan. Tanmateix, actualment tenen el seu propi gènere.